# Komori
Komori (jap. 株式会社小森コーポレーション, Kabushiki kaisha Komori Kōporēshon) ist ein japanischer Druckmaschinenhersteller aus der Komori-Gruppe. Das Unternehmen wurde 1923 gegründet. Es werden Offsetdruckmaschinen für Rolle und Bogen (Mittelformat und Kleinformat) hergestellt. Komori ist der drittgrößte Hersteller im Bereich von Offsetdruckmaschinen. Präsident und CEO bei Komori ist Yoshiharu Komori.
Komori bedeutet übersetzt „kleiner Wald“. Im März 2010 waren 2190 Mitarbeiter für Komori tätig. Im Mai 2020 übernahm Komori den deutschen Falzmaschinenhersteller MBO aus Oppenweiler.

## Produktgruppen
- Bogenoffsetdruckmaschinen
- Rollenoffsetdruckmaschinen
- Wertpapierdruckmaschinen

## Baureihen Bogenoffset
| - Lithrone 20 - Spica 26/29 (P) - Enthrone 26/29 - Lithrone S 26/29 (P) - Lithrone S 40 (P) - Lithrone S 40 SP |  | - Lithrone S 44 - Lithrone S 44 SP - Lithrone SX 29 - Lithrone SX 40 - Lithrone SX 40 RP |

## Baureihen Rollenoffset
| - System 18S - System 20S - System 25 - System 35S - System 35 |  | - System 35D - System 38S - System 38D - System 40 - System 43 |

## Standorte
Die Zentrale befindet sich in Tokio.
In den drei weiteren japanischen Standorten werden verschiedene Offsetdruckmaschinen hergestellt.
Yamagata
1970 gegründet, Bogenoffsetdruckmaschine Lithrone 20, 26/28, Spica (338 Mitarbeiter)
Sekiyado
1978 gegründet, Rollenoffsetdruckmaschinen, Wertpapierdruckmaschinen (360 Mitarbeiter)
Tsukuba (Nähe Tokio)
2002 gegründet, Bogendruckmaschinen Lithrone S40 (Flaggschiff der Druckmaschinenflotte), LS 40 SP, LS 44 Ersatz für das veraltete Werk in Toride

## Innovationen
- 1928 Entwicklung der ersten 32-Zoll-Bogenoffsetmaschine
- 1981 doppelt große Zylinder
- 1987 automatische Einrichte-Systeme
- 1990 vollautomatisches Druckplattenwechsel-System
- 1993 praxisorientiertes Computer-to-Plate-System (Prepress-To-Press-System)
- 1997 neue L 40 SP
- 1997 neue KHS-System zur Rüstzeitenoptimierung
- 2000 Project "D" Die erste digitale Offsetdruck-Maschinen mit Bebilderungssystem von Creo Scitex im Format 72 × 103 cm
- 2002 neue Lithrone S 40 Baureihe
- 2002 erster vollautomatischer Plattenwechsler (Dauer bei einer Sechsfarben-Lithrone S 40 nur 3 Minuten)
- 2004 neue Spica 26/29 (P) Baureihe
- 2004 Als erster Druckmaschinenhersteller erfüllt KOMORI alle CIP 4 – Konventionen
- 2004 erste Dreitrommelwendung mit ausschließlich doppelt großen Zylindern im Wendebereich
- 2006 vorstellung der neuen Lithrone S 26/29 Baureihe
- 2007 Inline-Kaltfolienprägesystem
- 2007 neue Lithrone S 44 Baureihe
- 2008 neue Lithrone SX 40 Baureihe, maximale Druckgeschwindigkeit 18.000 Bg./Std., Bogenformat max.750 × 1050 mm
- 2008 neue Lithrone SX 29 Baureihe, mit Inline-Kaltfoliensystem, UV-Lack und Prägung, Bogenformat max. 610  × 750 mm
- 2008 neues KHS-AI-System, mit selbstlernenden Funktionen
- 2010 neue Enthrone 26/29 Baureihe
- 2010 H-UV Technologie, umweltfreundliches UV-Trocknersystem ohne Ozonbildung